# Neobyčejná dobrodružství mistra Antifera
Neobyčejná dobrodružství mistra Antifera (1894, Mirifiques aventures de maître Antifer) je dobrodružný román francouzského spisovatele Julesa Verna z jeho cyklu Podivuhodné cesty (Les Voyages extraordinaires). Česky román také vyšel pod názvem Dobrodružná závěť.

## Obsah románu
Na počátku vypravování se seznamujeme s bohatým Egypťanem Kalmykem pašou z Káhiry, který má jediné dva příbuzné, chudého a nenávistného bratrance Murada a jeho syna Sauka. Murad našeptává egyptskému místokráli, že Kalmyk paša proti němu chystá spiknutí a doufá, že tak získá bratrancův nesmírný majetek. Kalmyk paša se cítí ohrožen a roku 1831 se rozhodne, že své bohatství uložené ve zlatě, diamantech a drahých kamenech pečlivě uschová. Na radu kapitána jedné lodi zakopá svůj poklad na zcela neznámém ostrůvku, který teprve nedávno vznikl zvednutím mořského dna při sopečné činnosti.
Nyní nás Verne přenese do roku 1862. Kapitán pobřežní plavby mistr Pierre Servan Malo Antifer, který ve svých šestačtyřiceti letech žije na odpočinku Saint-Malo má jeden velký problém. Vlastní po svém otci Thomasovi Antiferovi listinu se zeměpisnou šířkou (24 stupňů a třicet sedm minut) jakéhosi ostrova, kde je prý uloženo obrovské bohatství. Pod listinou je podepsán Kalmyk paša, který svůj poklad odkázal otci mistra Antifera proto, že ten jej roku 1799 zachránil při hromadném masakru zajatců, který nařídil Napoleon Bonaparte po dobytí Jaffy. Mistr Antifer tak léta netrpělivě čeká že mu někdo sdělí potřebnou zeměpisnou délku, která je nutná k nalezení ostrova. Ani jeho rodina, ani přítel Gildas Tregomain nevěří, že se mistr Antifer údaj o zeměpisné délce někdy dozví. Tu jej navštíví notář Ben Omar z Alexandrie a snaží se z něj vymámit údaj o zeměpisné šířce ostrova s pokladem. Když se mu to nepodaří, musí s pravdou ven. Je vykonavatelem závěti Kalmyka paši, ve které je uveden mistrem Antifrem dlouho toužebně očekávaný údaj – 54 stupňů, 57 minut východní zeměpisné délky. S pomocí svého a nového údaje mistr Antifer zjistí, že místo, kde nalezne svůj poklad, je v Hormuzském průlivu u břehů Maskatu. Se svým synovcem a s přítelem Gildasem se proto vydá lodí do Port Saidu a vlakem do Suezu (Suezský průplav byl tehdy ještě ve stavbě). V Suezu se k výpravě připojí notář Ben Omar se svým písařem Nazimem a všichni se nalodí na parník, kterým se dopraví do Maskatu. Mistr Antifer však netuší, že notářův písař je ve skutečnosti vyděděný synovec Kalmyka paši Sauk, který ho chce společně s notářem Ben Omarem okrást (tento motiv je v knize v podstatě jen vedlejší a Saukovi se jeho úmysl nepodaří uskutečnit).
Na ostrůvku v Hormuzském průlivu však čeká mistra Antifera nepříjemné překvapení. Pod dvojitým K, což je monogram Kalmyka paši, není zakopán poklad, ale dokument s novou zeměpisnou šířkou, a také s tím, že údaj o nové zeměpisné délce vlastní jakýsi tuniský bankéř Zambuko, kterému byl Kalmyk paša zřejmě také zavázán svou vděčností. Mistr Antifer postupně zjišťuje, že není jediným dědicem Kalmyka paši. Jeho nové a Zambukovy souřadnice ukazují na ostrůvek ležící v Guinejskémn zálivu poblíž Mayumby (město v dnešním Gabonu poblíž hranice s Kongem). Na ostrůvku však se Zambukem naleznou jen další dokument se zeměpisnou délkou dalšího ostrůvku s tím, že zeměpisnou šířku zná reverend Tyrkomel z Edinburghu ve Skotsku. Nové zeměpisné souřadnice pak nutí mistra Antifera s jeho přáteli vydat se k jižnímu cípu ostrova Spitsbergen, největšího ze Špicberských ostrovů.
K naprostému zoufalství mistra Antifera však v jámě, kterou pod dvojitým K vykopal, poklad opět nebyl. Místo něho tam Kalmyk paša uložil další listinu, ve které ale svým dědicům napsal, že tento dokument je již poslední a že obsahuje souřadnice čtvrtého ostrůvku, kde je poklad skutečně zakopán. Zároveň Kalmyk paša napsal, že jeho záměrem bylo, aby se jeho dědicové během cesty, kterou podle jeho záměrů museli absolvovat, vzájemně dobře poznali a navázali nerozlučné přátelství. Pergamen byl však naneštěstí v dolní části rozežrán vlhkem a stal se nečitelným. Rozeznat se dal pouze text „Aby dědici ten ostrůvek našli, stačí vést … Ostrůvek… ležící… zákon… geometricky… pól“.
Mistr Antifer se zdrceně vrátí do svého domova v Saint-Malo a je přesvědčen, že je vše ztraceno. Snoubenka jeho synovce však zjistí, že všechny tři ostrůvky leží na kružnici, což synovce přivede k myšlence, že čtvrtý ostrůvek leží ve středu tohoto kruhu (což také vysvětluje čitelná slova z posledního dokumentu). Na základě této úvahy je jako místo ukrytého pokladu určeno místo ve Středozemním moři v Sicilském průlivu nedaleko ostrova Pantelleria. Mistr Antifer však k všeobecnému překvapení nadšení ostatních nesdílí. Na naléhání přítele Gildase Tregomaina se však rozhodne ke čtvrtému ostrůvku vyrazit. Když se dostanou na příslušné místo, žádnou pevninu nenajdou. A to mistr Antifer věděl předem. Poklad byl totiž zakopán na ostrůvku Julia, který roku 1831, krátce poté, co na něm Kalmyk paša zakopal svůj poklad, zmizel po výbuchu podmořské sopky pod hladinou.

## Ilustrace
Knihu Neobyčejná dobrodružství mistra Antifera ilustroval George Roux.

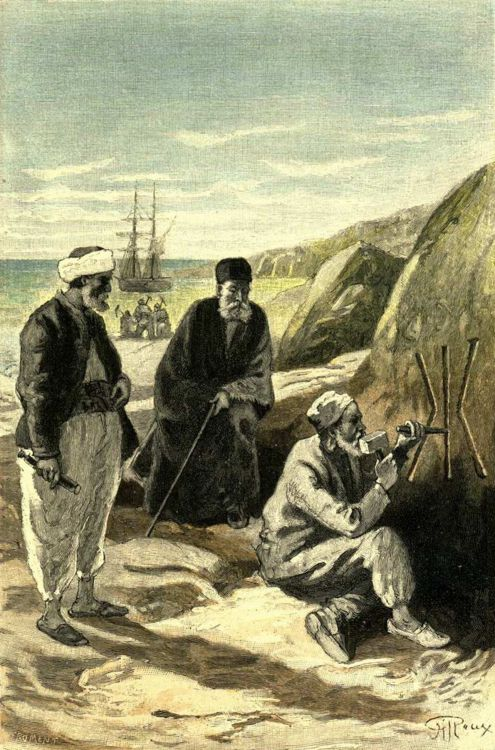
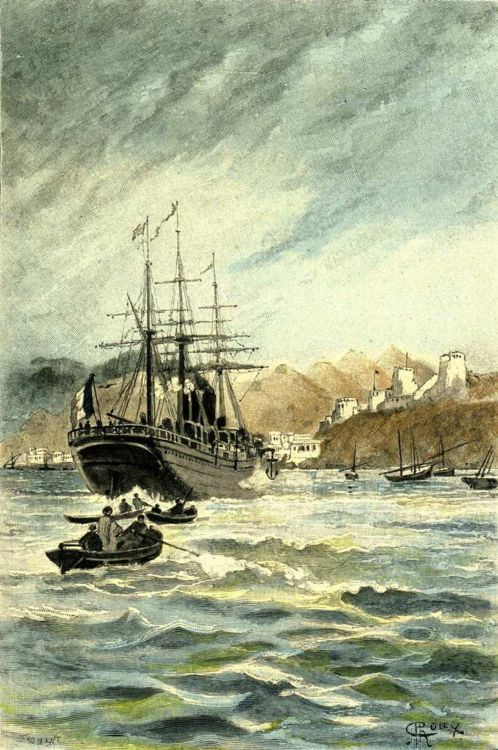
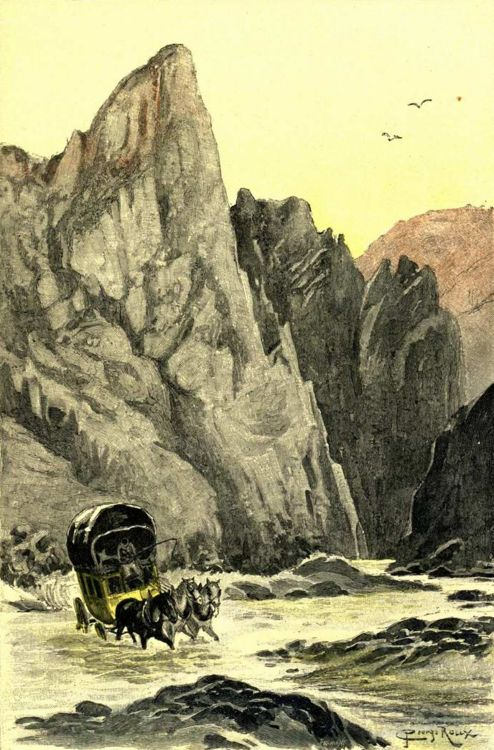
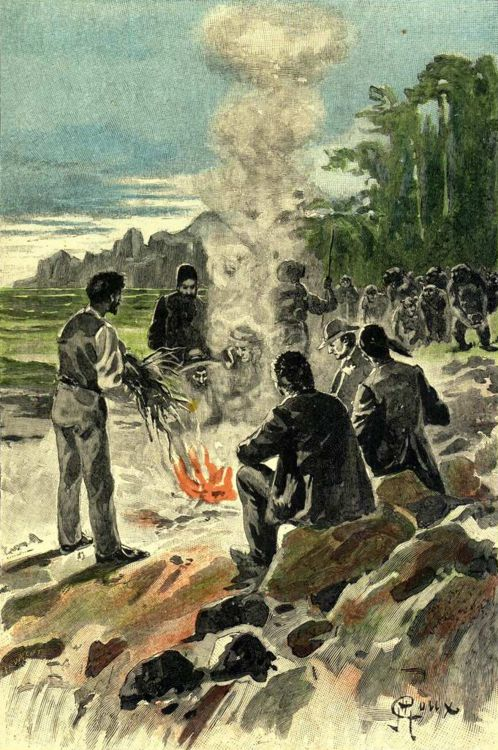
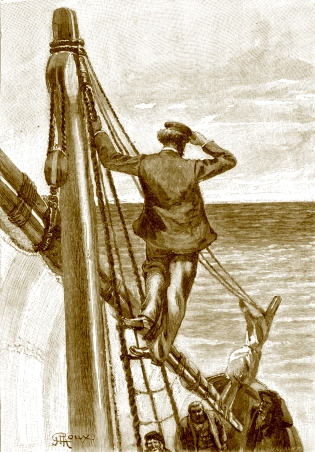

## Česká vydání
- Dobrodružná závěť, Josef R. Vilímek, Praha 1894, přeložil Hugo Kosterka, znovu 1908.
- Podivuhodná dobrodružství mistra Antifera, Bedřich Kočí, Praha 1909, přeložil Vítězslav Unzeitig, dva svazky,
- Dobrodružná závěť, Josef R. Vilímek, Praha 1928, přeložil Hugo Kosterka, znovu 1939.
- Neobyčejná dobrodružství mistra Antifera, Albatros, Praha 1977, přeložil Václav Netušil,
- Dobrodružná závěť, Návrat, Brno 1995, přeložil Hugo Kosterka.
- Neobyčejná dobrodružství mistra Antifera, Nakladatelství Josef Vybíral, Žalkovice 2017, přeložil Vítězslav Unzeitig.
- Dobrodružná závěť, Omega, Praha 2024, přeložil Hugo Kosterka.